# 澤克爾 (明尼蘇達州)
澤克爾（英語：Zerkel）是位於美國明尼蘇達州清水縣賴斯鎮區的一個非建制地區。

## 地理
澤克爾所處的海拔為高於海平面476米（即1562英呎），而該地所採用的時區為UTC-6，即北美中部時區（CST）。同時該地設有夏令時間，為UTC-6調快一小時，即UTC-5（CDT）。